# Porroglossum dactylum
Porroglossum dactylum är en orkidéart som beskrevs av Carlyle August Luer. Porroglossum dactylum ingår i släktet Porroglossum och familjen orkidéer. Inga underarter finns listade i Catalogue of Life.